# Marigny-Marmande
Marigny-Marmande è un comune francese di 619 abitanti situato nel dipartimento dell'Indre e Loira nella regione del Centro-Valle della Loira.

## Società

### Evoluzione demografica
Abitanti censiti